# Isabelle Caro
Isabelle Caro (12 tháng 9 năm 1982 – 17 tháng 11 năm 2010) là một người mẫu Pháp quê Marseille, Pháp, người đã trở nên nổi tiếng sau khi xuất hiện trong một chiến dịch quảng cáo gây tranh cãi "Không biếng ăn" cho thấy Caro với xương đốt sống và mặt lồi trong một bức ảnh của nhiếp ảnh gia Oliviero Toscani.
Cô bị chứng chán ăn tâm thần nghiêm trọng kể từ khi cô đã 13 tuổi. Chứng biếng ăn của cô là do những gì cô gọi là "thời thơ ấu khó khăn." Khi cô xuất hiện trên The Insider của CBS, người ta đã tiết lộ rằng ở giai đoạn tồi tệ nhất của chứng rối loạn ăn uống của mình, cân nặng của cô đã xuống tới mức 25 kg với độ cao 1,65 m (5 ft 5 in); trọng lượng của cô gần đây nhất là 33 kg.
Cô xuất hiện trên Superskinny của C4 vs Supersize được phát sóng vào 11 tháng 3 năm 2008, trong đó cô nói với phóng viên Anna Richardson về chứng biếng ăn của cô.
Caro phải nhập viện lần đầu tiên khi cô mới 20 tuổi. Tại thời điểm tồi tệ nhất của cô, trong năm 2006, cô lại rơi vào tình trạng hôn mê, trọng lượng chỉ có 25 kg. Các bác sĩ cho biết cô sẽ không sống sót trong tình trạng hôn mê nhưng cô ấy đã sống sót.
Cô từng chụp ảnh khỏa thân cho chiến dịch chống lại sự biếng ăn, cũng chính vì chứng biếng ăn mà cô đã ra đi ở tuổi 28 tuổi.
Siêu mẫu kiêm diễn viên Isabelle Caro, từng tham gia rất nhiều show truyền hình nổi tiếng của Mỹ như The Insider, The Price of Beauty (của Jessica Simpson) qua đời hôm 17/11 sau khi được điều trị bệnh hô hấp cấp tính nhưng điều lạ là thông tin cô ra đi mới chỉ được báo chí quốc tế đưa tin ngày hôm qua.
Theo huấn luyện viên diễn xuất Daniele Dubreuil-Prevot cho biết, siêu mẫu 28 tuổi vừa trở về Pháp sau khi đi Tokyo. Daniele là giáo viên lâu năm của Isabelle Caro không hề biết nguyên nhân cái chết của học trò mình mà chỉ nói rằng Isabelle bị chứng biếng ăn từ năm 13 tuổi "Con bé đã bị ốm trong một thời gian dài" – Daniele nói với báo giới.
Isabelle Caro từng gây sốc khi xuất hiện trong poster cho chiến dịch chống chán ăn trong năm 2007, nhưng các quảng cáo này đã bị cấm tại một số nước. Hiện người ta vẫn chưa rõ tại sao lại phải mất thời gian khá lâu để công khai cái chết của chân dài xấu số. Các chiến dịch chống biếng ăn mà Isabelle Caro tham gia trong khi giới thời trang nổ ra cuộc tranh luận về việc sử dụng những người mẫu siêu gầy và sự ra đi của Isabelle là bài học cảnh tỉnh cho những cô gái muốn "gầy nữa, gầy mãi".
Năm 2007 khi chụp ảnh khỏa thân cho chiến dịch, Isabelle Caro chỉ cao 1m65 và nặng 32 kg, bức ảnh này do nhiếp ảnh gia người Ý Oliviero Toscani chụp. Thân hình gầy trơ xương, khuôn mặt hốc hác của Isabelle đã gây sốc cho những người xem poster này. Isabelle cũng từng tham gia chương trình The Price of Beauty của nữ ca sĩ Jessica Simpson.
Tang lễ của Isabelle được tổ chức vào tháng trước, một người bạn của cô nói: "Cô ấy đã phải nhập viện trong 15 ngày với các bệnh đường hô hấp cấp tính và gần đây cũng rất mệt mỏi".